# Megachile breviata
Megachile breviata là một loài Hymenoptera trong họ Megachilidae. Loài này được Vachal mô tả khoa học năm 1908.